# Альва, Тони
Тони Альва (англ. Tony Alva, прозвище — Mad Dog) — скейтбордист, член группы Z-Boys и басист группы The Skoundrelz. Альва был первым чемпионом в профессиональном скейтбординге, титул которого завоевал в 1977 году.

## Карьера
Тони родился в Санта-Монике, штат Калифорния. Уровень агрессии, с которым катался Альва, заметно контрастирует с традиционным современным стилем, по-прежнему основанным на трюках 1960-х годов. Альва и члены группы Z-Boys были в числе первых скейтбордистов, попробовавших кататься на скейтборде по осушенным бассейнам. В том же году он был удостоен почетного звания «Скейтбордист года» по опросу читателей журнала «Skateboarder Magazine» и установил мировой рекорд Гиннесса за прыжки на скейтборде через бочки.
В 1977 году, в возрасте двадцати лет, Альва, избегая крупных компаний скейтбордистов, создал свою собственную — Alva Skates. Компания Альвы была первой, владеющей скейтбордингом на высоком уровне, а также являющейся одной из первых, использующей многослойную кленовую фанеру для изготовления скейтбордов.
В декабре 2005 года Тони Альва открыл два магазина в Южной Калифорнии, расположенных в городе Ошенсайд вблизи Сан-Диего, штат Калифорния. Другие магазины были открыты в Лос-Анджелесе на улице Фейрфакс (англ. Fairfax Ave). В декабре 2006 года Тони отпраздновал первую годовщину со дня их открытия, на которой присутствовали некоторые скейтбордисты из группы Z-Boys, команды Альвы, друзья из социальной сети MySpace, фанаты скейтбординга и небольшие знаменитости, включая Риана «Рено» Опрея из американского реалити-шоу «Survivor». Тони раздавал автографы и был в качестве диджея на этом мероприятии.
Он также играл роль Тони Блутайла в 1978 году в фильме «Skateboard: The Movie». Тони Альва подписал трехлетний договор с обувной компанией «Vans» и его про-модель была выпущена в 2006 году. Также Альва был показан в видеоигре Tony Hawk's American Wasteland.